# Julio María Sanguinetti Coirolo
Julio María Sanguinetti Coirolo   (Montevideo, 6 de gener de 1936) és un advocat i polític uruguaià que fou President de la República en dues ocasions (1985-1990 i 1995-2000).

## Biografia
Va néixer el 6 de gener de 1936 a la ciutat de Montevideo, capital de l'Uruguai, en una família d'arrels italians. Va estudiar dret a la Universitat de la República, iniciant una breu carrera d'advocat a Montevideo.

## Activitat política
Abans del Cop d'estat del 27 de juny de 1973
L'any 1963 aconseguí ser representant pel Partit Colorado a la Cambra de Representants de l'Uruguai, ocupant el seu seient durant tres legislatures. Posteriorment fou nomenat Ministre d'Indústria i Comerç (1969-1971) i d'Educació (1972) sota la presidència de Jorge Pacheco Areco. Com a Ministre d'Educació propicià l'any 1972 la Llei General d'Educació N. 14.101 que va introduir canvis substantius a la situació dels ens autònoms de l'Ensenyament de cada nivell (Primària, Secundària i Industrial) per a concentrar-los en el Consell Nacional d'Educació dependent del Poder Executiu. Aquesta Llei va donar la potestat a aquest consell de controlar i penar les activitats dels estudiants, pares, professors i funcionaris.
El 1983 va ser escollit Secretari General del Partit Colorado i, conseqüentment, escollit candidat a la presidència. Va ser protagonista principal del Pacte del Club Naval amb els militars per a la sortida democràtica, al costat dels principals partits polítics de l'oposició, Front Ampli i la Unió Cívica, amb l'exclusió voluntària del Partit Nacional.

### Primera presidència
El seu primer mandat com a President de l'Uruguai fou entre l'1 de març de 1985 i l'1 de març de 1990, havent estat el primer president democràticament electe després de dotze anys de dictadura militar.
Durant el seu primer període a la presidència va promoure una llei d'amnistia general per a presos comuns i presos polítics que haguessin participat o no en la subversió (vegeu (Dictadura militar de l'Uruguai (1973-1985)), així com la votació de la "Llei de Caducitat de la Pretensió Punitiva d'Estat", coneguda com a "Llei de Caducitat", una llei d'amnistia per a funcionaris estatals acusats de violacions dels drets humans. La seva primera presidència és vista com un govern de transició que va prioritzar la pau interna i la tornada a l'ordre republicà.

### Segona presidència

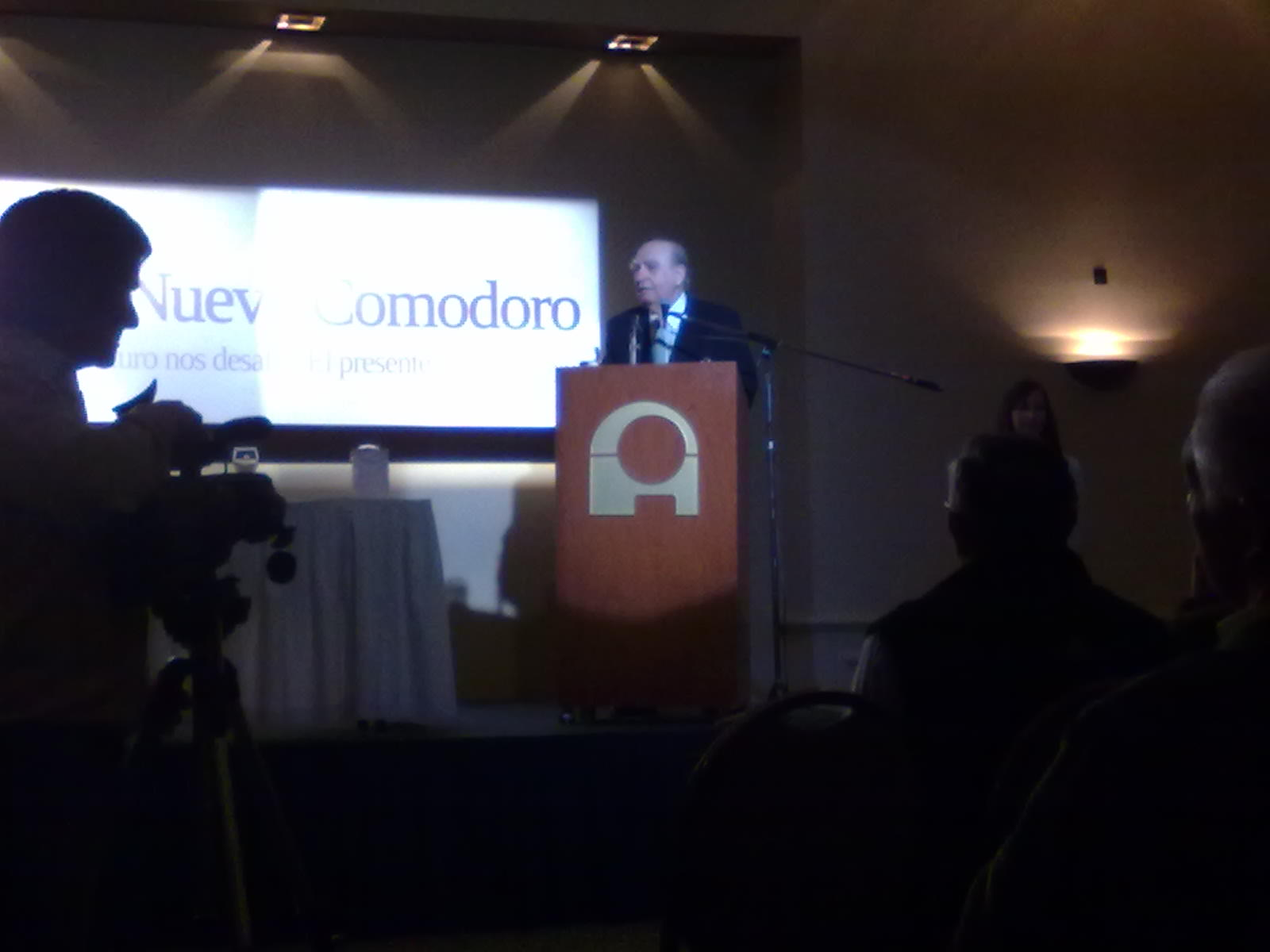
Sanguinetti en una conferència a Comodoro, el 2010.

Sense poder-se presentar a una reelecció l'any 1990, hagué d'esperar-se fins al 1995 per tornar-se a presentar. El seu segon mandat inicià l'1 de març de 1995 i finalitzà l'1 de març de l'any 2000, sent succeït per Jorge Batlle Ibáñez. Si bé es van realitzar reformes liberals en l'economia i es va expandir l'abast de l'ensenyament als preescolars, la inestabilitat de la regió i en particular els efectes de la devaluació de la moneda brasilera van dur a l'Uruguai a una recessió en l'últim any del seu mandat.

## Retir polític
L'any 2000 fou guardonat amb el Premi Internacional Simón Bolívar, al costat del mexicà Samuel Ruiz García, concedit per la UNESCO i el govern de Veneçuela. El 2004 va ser escollit senador per la Llista 2000, una plataforma dins del Partit Colorado, al mateix temps que el seu partit obtenia la votació més baixa des de la seva creació. Actualment és un dels líders de l'oposició a l'administració del president Tabaré Vázquez. És permanent figura de consulta i assisteix a fòrums i conferències de caràcter polític i històric.

## Obres
- 1967, Alcances y aplicaciones de la nueva constitución uruguaya (Ed. IEPAL, Montevideo)
- 1967, La nueva constitución (Ed. Alfaguara, Montevideo)
- 1976, Pedro Figari. Crónica y dibujos del caso Almeida (Ed. Acalí, Montevideo)
- 1978, La Nación, el nacionalismo y otros ismos (Ed. Lapid, Montevideo)
- 1991, El Temor y la impaciencia. Ensayo sobre las transiciones democráticas en América Latina (Ed. FCE, Buenos Aires-México DF)
- 1992, El año 501 (Ed. Sudamericana, Buenos Aires)
- 1993, Un mundo sin Marx (Ed. Fundación Banco de Boston, Buenos Aires)
- 1994, Meditaciones del milenio (Arca, Montevideo)
- 2002, El doctor Figari (Ed. Aguilar, Montevideo)
- 2008, La agonía de una democracia (Ed. Taurus, Montevideo)
- 2012, La reconquista. Proceso de la restauración democrática en Uruguay (1980-1990) (Ed. Taurus, Montevideo)
- 2015, Retratos desde la memoria (Debate, Montevideo)
- 2017, El cronista y la historia (ISBN 9789974881488).[2]
- 2018, La trinchera de occidente. A 70 años del Estado de Israel (Taurus, 2018)
- 2018, Luis Batlle Berres. El Uruguay del optimismo (Ed. Taurus, Montevideo)[3]